# Matija Antun Relković
Matija Antun Relković (Reljković) (Davor, 6. siječnja 1732. – Vinkovci, 22. siječnja 1798.),  hrvatski prosvjetiteljski prozaik. 

## Životopis
Rodom Slavonac iz posavskog sela Davor (prije Svinjar), bio je sin graničarskoga časnika, a to je karijera koju je i sam izabrao. Počeo je kao običan vojnik i u vojsci stekao čin kapetana. Borio se u sedmogodišnjem ratu dok nije 1757. zarobljen od Prusa u Wroclawu (Breslauu), te je proveo zarobljeništvo u Frankfurtu na Odri. Tamo se bacio na opsežno i nesustavno čitanje francuskih i njemačkih racionalističkih i prosvjetiteljskih pisaca (Bayle, Voltaire, Diderot, vjerojatno i poljskoga renesansnog pjesnika Jana Kochanowskoga, autora spjeva o "Satiru" koji mu je vjerojatno poslužio kao predložak, no radi se samo o pretpostavkama, jer sam nikada nije otkrio svoju "zarobljeničku lektiru"). Vrativši se iz zarobljeništva, još je neko vrijeme proveo u ratovanju (Bavarska), no zasićen vojničkim životom, povukao se u mirovinu (nakon što mu je car Josip II. dodijelio titulu nasljednog plemića). Umro je u Vinkovcima. 

### Književno stvaralaštvo
Relković je svestran i izuzetno utjecajan pisac, poslije Kačića najznačajniji hrvatski autor 18. stoljeća, čija se djelatnost odrazila na više polja: jezikoslovnoj, didaktičnoj, praktično-prosvjetnoj. Pisac je hibridne poligrafije mudrosnica "Nek je svašta iliti sabranje pametnih ričih", 1795.), gramatike s elementarnim rječnikom, sintaksom i dosta proizvoljnim etimologijskim izvodima ("Nova slavonska i nimačka gramatika", 1767. – djelo je ostalo u rukopisu za piščeva života), no, najvažniji mu je ostvarenje didaktični spjev, pučkoprosvjetnog karaktera "Satir iliti divlji čovik" (1762., prošireno izdanje 1779.) prožet duhom racionalizma, zdravorazumskih moralnih pouka i pragmatičkih savjeta za obnovu gospodarstva i ostvarenje europski uljuđenoga života u Slavoniji u kojoj je još vladalo tursko nasljeđe orijentalne zapuštenosti i nemara. Otprilike u to vrijeme je preveo Pančatantru.
Iz prvog velikog oružanog sukoba u koji su bile upletene gotovo sve europske sile Relković je donio novu sliku svijeta, zasnovanu na idejama francuskog prosvjetiteljstva. Pragmatizam europskog 18. stoljeća našao je u njemu svoga najznatnijeg predstavnika u nas. Merkantilističku predodžbu predjozefinskog vremena, dominantnu u prvom izdanju, zasjenilo je u drugom fiziokratsko shvaćanje poteklo od francuskih političkih filozofa koje predvodi Francois Quesnay. U tim idejama Relković je našao sebe, kroz njih je gledao svoju Slavoniju. Dokazuju to prozni dijelovi u drugom izdanju, gdje govori o seljaku i njegovoj prisnosti s prirodom: ako stihovi u "Satiru" ne mogu svjedočiti o Relkovićevim pjesničkim sposobnostima (kojih, realno, i nema), te nevelike, gotovo epizodne glose svjedoče vrlo uvjerljivo da je Relkovićev racionalizam bio nošen propovjedničkim i obnoviteljskim entuzijazmom. Nije Relković bio bez talenta, ali ipak, više od talenta, njega čini piscem sjajna inteligencija duha. Kao moralist i popularizator vlastitih ideja, on želi samo jedno: biti zabavan i koristan svakom čitatelju – i to je postigao. Pisan popularnim stihom narodne pjesme, tečnom slavonskom ikavicom, "Satir" je imao golem učinak. Povijesno jezikoslovlje je Relkovićevo djelo prevrjednovalo, odavši priznanje njegovu prosvjetiteljskomu učinku, no istaknuvši u prvi plan modernost njegova novoštokavskoga idioma koji je, uz Kačićevu općenacionalnu i europsku uspješnicu, odigrao ključnu ulogu u kristalizaciji hrvatskoga novoštokavskoga jezičnoga standarda.